# Социјализам са кинеским карактеристикама
Социјализам са кинеским карактеристикама је скуп политичких теорија и политика Комунистичке партије Кине које њихови заговорници виде као представљање марксизма-лењинизма прилагођеног кинеским околностима и специфичним временским периодима, који се састоји од теорије Денг Сјаопинга, Три представника (Ђанг Цемин), Научни поглед на развој (Ху Ђинтао) и мисао Си Ђинпинга. Према доктрини КП Кине, сматра се да мисао Си Ђинпинга представља марксистичко-лењинистичку политику која одговара данашњем стању Кине, док се теорија Денг Сјаопинга сматра релевантном за период када је формулисана.
Термин је ушао у уобичајену употребу током ере Денг Сјаопинга и био је у великој мери повезан са Денговим укупним програмом усвајања елемената тржишне економије као средства за подстицање раста коришћењем директних страних инвестиција и повећање продуктивности (посебно на селу где је тада живело 80% кинеског становништва) док је КП Кине задржала и своју формалну посвећеност остваривању комунизма и свој монопол на политичку моћ. У званичном наративу партије, социјализам са кинеским карактеристикама је марксизам прилагођен кинеским условима и производ научног социјализма. Теорија је предвиђала да је Кина била у примарној фази социјализма због свог релативно ниског нивоа материјалног богатства и да је морала да се укључи у економски раст пре него што настави са егалитарнијим обликом социјализма, што би заузврат довело до комунистичког друштва описаног у ортодоксном марксизму.